# Руголампи
Руголампи — озеро на территории Лендерского сельского поселения Муезерского района Республики Карелия.

## Общие сведения
Площадь озера — 1 км². Располагается на высоте 156,0 метров над уровнем моря.
Форма озера продолговатая, вытянуто с северо-запада на юго-восток. Берега озера каменисто-песчаные, возвышенные.
Протокой, вытекающий из северо-западной оконечности, протекающей через Тужиозеро, соединяется с озером Тулос.
С юго-востока в озеро втекает ручей, вытекающий из ламбин Хугоярви и Ругоярви.
Населённые пункты возле озера отсутствуют. Ближайший — посёлок Лендеры — расположен в 23 км к востоку от озера.
Озеро расположено в 1,8 км от Российско-финляндской границы.
Код водного объекта в государственном водном реестре — 01050000111102000011202.